# André Bakker
André Bakker (6 febbraio 1961) è un ex giocatore di calcio a 5 olandese.

## Carriera
Come massimo riconoscimento in carriera vanta la partecipazione, con la Nazionale maschile di calcio a 5 dei Paesi Bassi, al FIFA Futsal World Championship 1989 dove la nazionale orange ha conquistato un prestigioso secondo posto alle spalle del Brasile, tuttora il miglior risultato dei Paesi Bassi al mondiale. Bakker è stato anche tra i convocati del successivo mondiale 1992 nel quale i Paesi Bassi si sono fermati al secondo turno.